# Ramphotyphlops similis
Ramphotyphlops similis là một loài rắn trong họ Typhlopidae. Loài này được Brongersma mô tả khoa học đầu tiên năm 1934.